# Паровишник, Павел Андреевич
Павел Андреевич Парови́шник (1915—1993) — советский, российский артист музыкального театра, певец (баритон), Заслуженный артист РСФСР (1958).

## Биография
Родился в рабочей семье, трудовую деятельность начал учеником электрика на шахте.
В 1932—1937 годах — артист Артёмовского молодёжного театра, режиссёр рабочих клубов на шахтах Артёмовского района Донецкой области.
В 1937—1952 годах, после призыва на срочную службу в РККА, солист армейских ансамблей в Хабаровском крае.
В 1952—1960 годах — солист Хабаровского театра музыкальной комедии, Музыкально-драматического театра в Свердловске-44.
В 1960—1982 годах — ведущий солист Музыкально-драматического театра Карельской АССР в Петрозаводске.
В репертуаре Павла Паровишника около 70 партий в операх и опереттах: граф Данило («Весёлая вдова» Ф. Легара), Айзенштейн («Летучая мышь» И. Штрауса), Жермон («Травиата» Дж. Верди), Хиггинс («Моя прекрасная леди» Ф. Лоу), Мистер Икс («Принцесса цирка» И. Кальмана), Котовский («На рассвете» О. Сандлера), Онегин («Евгений Онегин» П. Чайковского), князь Пантиашвили («Проделки Ханумы» Г. Канчели) и другие.